# Bagmati (reka)
Reka Bagmati teče skozi Katmandujsko dolino v Nepalu in ločuje Katmandu od  Lalitpurja (zgodovinski Patan). Hindujci in budisti jo imajo za sveto reko. Številni hindujski templji stojijo na njenih bregovih.
Pomembnost reke Bagmati je tudi v tem, da se hindujci kremirajo na bregovih te svete reke, Kiranti pa so pokopani v hribih ob strani. Po nepalski hindujski tradiciji je treba trupla trikrat potopiti v reko Bagmati pred kremacijo, da se lahko konča cikel reinkarnacije. Glavni žalujoč (po navadi prvi sin), ki prižge pogrebno grmado, se mora takoj po upepeljevanju okopati v sveti vodi. Mnogi sorodniki, ki se pridružijo pogrebni povorki, se kopajo v reki Bagmati ali pa se po koncu kremacije poškropijo sveto vodo. Reka Bagmati čisti ljudi duhovno.

## Zgodovina
Reka Bagmati velja za vir nepalske civilizacije in urbanizacije . Reka je bila omenjena kot Vaggumuda (वग्गुमुदा) v Vinaya Pitaka in Nandabagga. Omenjena je bila tudi kot Bahumati (बाहुमति) v Battha Suttanti iz Majjhima Nikaya (budistični svetopisemski spis, drugi od petih nikaj ali zbirk v sutta pitaki, ki je ena od "treh košaric", ki sestavljajo pali tipitaka (dob. 'Tri košare') teravadskega budizma. Napis iz leta 477 n. št. opisuje reko kot Bagvati parpradeshe (वाग्वति पारप्रदेशे) in nato v Gopalraj Vanšavali.

## Geografija
Soteska Čobarja seka skozi območje Mahabharat, ki se imenuje tudi Nizka Himalaja. To gorovje visoko  med 2000 in 3000 metri je južna meja »srednjih hribov« preko Nepala, pomembna kulturna meja med značilnimi nepalskimi in indijskimi kulturami in jeziki ter velika geološka značilnost.
Porečje reke Bagmati, vključno s Katmandujsko dolino, leži med veliko večjo kotlino reke Gandaki na zahodu in kotline reke Koši. Ti sosednji kotlini segata severno od glavnega himalajskega območja in ga prečkata v ogromnih soteskah, pravzaprav se Arun, pritok reke Koši razteza daleč v Tibet. Manjša Bagmati izvira nekaj kilometrov južno v Himalaji. Brez ledeniških virov je njen pretok bolj odvisen od padavin, v vroči sezoni (od aprila do začetka junija) pa je zelo nizek, nato pa je v sezoni monsuna (od sredine junija do sredine avgusta) dosežen vrh. V tem pogledu sistem Bagmati spominja na (zahodu) sistem Rapti, ki leži med povodjem reke Gandaki in kotlino reke Karnali na skrajnem zahodu Nepala.
Bagmati izvira tam, kjer se trije vodni tokovi zbližajo v Bāghdwāru (nepalsko "ाघद्वार, 'Tigrova vrata'), kjer voda teče skozi bruhalnike v obliki tigrovih ust . Leži nad južnim robom hribovja Šivapuri okoli 15 kilometrov severovzhodno od Katmanduja. Tu je Bagmati široka in hitra z visoko obremenitvijo suspendiranih trdnih delcev, kar ji daje sivi videz. Reka teče proti jugozahodu približno 10 km po terasastih riževih poljih v Katmandujsko dolino.
Uporni sloji kamnin prekinejo tok v krajih, tudi pri templju Pašupatinat. Zunaj templja reka teče proti jugu, dokler se ji ne pridruži večji pritok Monahara, ki teče proti zahodu, nato pa zavije na zahod. Po vstopu v urbano območje Katmanduja vstopa več pritokov: relativno neonesnažena Dhobī Kholā  in obremenjena s kanalizacijo Tukucha Khola. 
Potem se reka obrne na jug in se ji pridruži Višnumati z desne pri Teku Dovan. Višnumati tudi izvira v hribovju Šivapuri, približno 6 kilometrov zahodno od izvira reke Bagmati. Teče proti jugu mimo gore Nagarjun in gozdnega rezervata, stupe Svajambu in Katmandujskega kraljevega trga. Ko teče skozi središče Katmanduja, se ta pritok močno onesnaži in zaduši s smetmi.
Bagmati nadaljuje na jug, čeprav z veliko meandri, doseže rob Katmandujske doline in vstopi v sotesko Chobar blizu kompleksa templja Dakshinkali. Soteska seka skozi območje Nizke Himalaje. Tudi Bagmati prečka njžje hribovje Sivalik, preden doseže Tarai, nato pa v kraju Dheng preide v Indijo. Teče čez Biharska okrožja Sitamarhi, Sheohar, Muzaffarpur in Khagaria. Ker teče proti Biharju, je reka polna mulja in je znana po spreminjanju smeri in številnimi kraki, en od teh se pridruži reki Burhi Gandak v bližini Begusaraja in združena reka odteče v reko Ganga vzhodno od Begusaraja, medtem ko glavni kanal teče proti vzhodu. da steče v Koši pri Badlaghatu. V preteklosti je bila reka drugačna in je tekla neposredno v Ganges. V Swasthani Bratakatha, Skanda Purane (hindujska verska besedila) je sedanji pritok Bagmatija veljal za glavni kanal, imenovan Sali, ki je bil pritok Gandaka in je razviden od reke Manohare, današnja reka Sali in je večja kot Bagmati pri njunem sotočju.

## Onesnaženje
Reka Bagmati vsebuje velike količine neobdelane kanalizacije. Velika stopnja onesnaženosti reke je predvsem posledica množice prebivalstva regije. Mnogi prebivalci Katmanduja izpraznijo osebne smeti in odpadke v reko . Najbolj onesnaženi sta Hanumante khola, Dhobi khola, Tukucha khola in Bishnumati khola. Poskušajo spremljati sistem reke Bagmati in obnoviti njeno čistočo. To vključujejo »spremembo obremenitev zaradi onesnaževanja, povečanje pretoka in postavitev jezov na kritičnih lokacijah« .
18. maja 2013 se je na pobudo nekdanjega glavnega sekretarja Leele Mani Poudyal začela kampanja Bagmati Mega Clean Up. Vsako soboto se zbirajo Nepalska vojska, Nepalska policija in splošna javnost, da čistijo odpadke in kanalizacijo iz reke. Friends of the Bagmati je organizacija, ustanovljena novembra 2000. Po njeni spletni strani je njen cilj »obrniti degradacijo reke Bagmati«. Leta 2014 naj bi bila reka Bagmati po dolgih 14-letnih prizadevanjih skoraj čista.

## Poplave
Na večini območij, ki se jih dotakne, ni nobenega učinka poplav, pač pa povzroča trpljenje ljudi v Tarai in severnih okrožjih Biharja. Leta 1993 so ljudje doživeli najhujše uničenje te reke. Glavni vzrok za množično uničevanje je bilo slabo upravljanje z vodami, pomanjkanje pravilne vremenske napovedi in ozaveščanje .

## Svetišča
- Gokarneshwor – tempelj Gokarneshwor Mahadev stoji na bregovih reke Bagmati, zgrajen leta 1582. Konec avgusta ali v začetku septembra ljudje odidejo v ta tempelj, da se kopajo in darujejo v čast svojim očetom, živim ali mrtvim, na dan, imenovan Gokarna Aunsi znan tudi kot "Kushi Aausi" (čaščenje za večni mir Očeta).
- Tempelj Guhyeshwari - tempelj Guhyeshwari leži približno 1 km vzhodno od templja Pašupatinat in stoji v bližini bregov reke Bagmati. Ime templja izvira iz sanskrtskih besed Guhya ('skrivnost') in Ishwari ('boginja'). V Lalitha Sahasranama je omenjeno 707. ime boginje kot Guhyarupini (Oblika boginje je zunaj človekovega zaznavanja in je skrivnost. Še en argument je, da je to skrivni 16. zlog Shodashi Mantre) (LS 137. verz: Sarasvati shastramayi | Guhaamba guhyaruupini ||). Domneva se, da so deli trupla Sati Devi padli v drugo regijo, ko ga je Šiva potoval po svetu v žalosti.
- Tempelj Pašupatinat - tempelj posvečen Šivi stoji na grebenu nad reko severno od Katmanduja. Velja za enega svetih krajev hinduizma.
- Koteshwor Mahadev - tempelj v Koteshworu je tudi glavno svetišče na bregu reke Bagmati. Po priljubljeni legendi verjamejo, da je Šiva lingam eden od 64 svetih Šiva lingamov
- Shankhamul - blizu templja Koteshwor Mahadev je kraj znan kot Shankhamul. Je eno izmed dvanajstih »najbolj svetih« sotočij v Katmandujski dolini, kot je opredeljeno v številnih kronikah, ki dokumentirajo zgodovino in legende doline. V Shankhamulu reka Bagmati teče proti jugu od Pašupati tempeljskega kompleksa in vse reke, ki tečejo iz vzhodnega dela doline, vključno z reko Manohara se tu združijo.
- Tempelj Kalmochan - tempelj, posvečen hindujskemu bogu Višnuju, je bil del kompleksa Thapathali Durbar na bregu reke Bagmati. Zgrajen je bil v začetku 18. stoletja zunaj obzidja. Zgrajen v mogulsko-katmandujski gotski arhitekturi in ima elemente mogulske in nepalske umetnosti. Znan je tudi kot Janga Hiranya Hemnarayan mandir. Stoji v kalmochan ghat v Thapathali. Zgradil ga je premier Jung Bahadur Rana.
- Tempelj Tripureshwor - tempelj Tripureshwor Mahadev v bližini Kalmochan ghata, je največji tempelj v Katmandujski dolini, ki ga je zgradil Lalit Tripura Sundari Devi v 19. stoletju (okoli 1875), ima tri strehe - zgornji dve izdelani iz kovine, medtem ko je spodnji del iz žgane terakote - in sedi na dvignjeni ploščadi. [11] Tempelj je bil izdelan v spomin na svojega moža, kralja Rana Bahadur Shaha, za njegovo večno blaženost in dobro voljo njenega naroda. Verjetno je bil to zadnji veliki tempelj v tem slogu. [12
- Pachali Bhairav – Thakuri, kralj Gunakamadev (924–1008) je ustanovil čaščenje Pachali Bhairava. Bog je zelo povezan z ustanovitvijo Katmanduja, ker je bil kralj Gunakamadev tisti, ki je tradicionalno verjel, da je ustanovil mesto in festival Bhairav, ki je na bregu reke Bagmati.
- Teku Dovan - En od dvanajstih svetih Tirtha v Katmandujski dolini. Ghati so kraji za ritualno kopanje in upepeljevanje ob rekah ali blizu njih. Gyan Tirtha je na sotočju reke Bagmati in reke Bishnumati.
- Sundhari ghat - Sundhari ghat je na bregu reke Bagmati pred sotesko Chovar.
- Tempelj Jal Binayak - je hindujski tempelj posvečen Ganeshu, ki stoji v osrednjem delu okrožja Katmandu, v Chobharju. Tempelj Jal Binayak je najpomembnejše svetišče Ganesha v osrednji regiji. Je eden od štirih Binayaka v Katmandujski dolini.